# Слёйсское морское сражение
Слёйсское морское сражение (англ. Battle of l’Écluse) — первое крупное морское сражение Столетней войны 1337—1453 годов, победа в котором обеспечила англичанам и их союзникам полное превосходство на море.

## Предыстория
С началом в 1337 году крупного военно-политического конфликта между Англией и её союзниками, с одной стороны, и Францией с союзниками, с другой, который вошёл в историю как Столетняя война, английский король Эдуард III был заинтересован в обладании Слёйсом, или Эклюзом (фр.  l’Ecluse) — гаванью торгового города Брюгге, так как данный город был крупным центром европейской торговли. Располагавшийся в заливе между Западной Фландрией и Зеландией, этот город в середине XIV века имел открытый рейд, способный вместить большой флот, заиленный рекой Эеде, после того как в 1813 году её перекрыли плотиной при строительстве канала Леопольда.
Французский флот к тому времени фактически контролировал пролив Ла-Манш, блокируя побережье Фландрии, и существовала реальная возможность вторжения на Британские острова. Собрав в июне 1340 года крупные морские силы в Оруэлле близ Ипсвича в Суффолке, король собрался занять гавань, как неожиданно получил известие, что французы опередили его, захватив бухту и закрепившись там. Король принял решение атаковать французский флот.

## Ход битвы

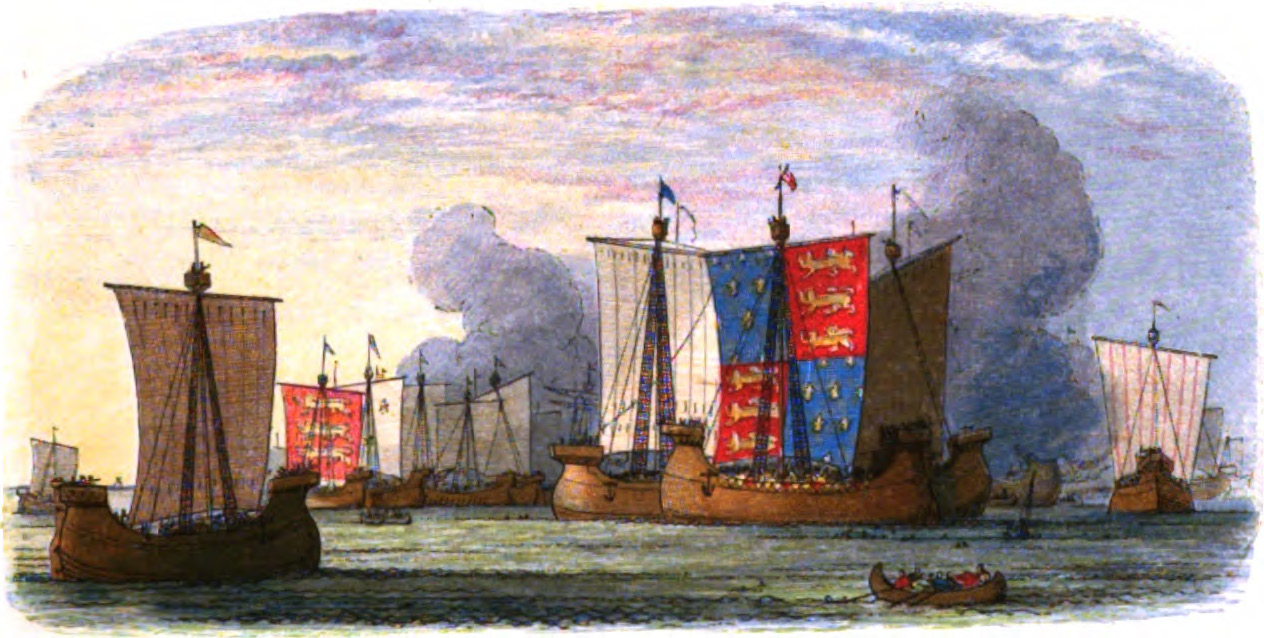
Битва при Слёйсе. Гравюра Эдмунда Эванса из иллюстрированных «Хроник Англии с 55 г. до р. х. по 1485 г.» Джеймса Дойла. 1864 г.

22 июня 1340 года Эдуард III вышел в море, собрав максимально возможное количество кораблей. Согласно «Хроникам» Жана Фруассара, в его распоряжении было 120 кораблей, нефов и баланжье, а в составе войска насчитывалось примерно 4 000 латников и 12 000 лучников. 
В первой половине XIV века Англия была второразрядной морской державой, и её флот, заметно уступавший не только кастильскому, но и французскому и фламандскому, состоял в основном из реквизированных шерифами прибрежных графств небольших одномачтовых торговых и рыболовных судов. Всё их переоборудование состояло в яркой раскраске, устройстве на носу и на корме боевых площадок, а также установке на мачтах боевых марсов. Самыми большими кораблями являлись флагманский неф «Томас» и 240-тонный «Михаил», пожертвованный одним из Пяти портов — Райем. У берегов Фландрии к английским силам присоединилась эскадра из 50 кораблей под командованием адмирала Роберта Морли, тем самым пополнив силы англичан. 
23 июня английский флот подошёл к бухте Слёйса, где стоял французский флот. Согласно Фруассару, он состоял примерно из 200 кораблей, крупнейшим из которых являлся неф «Кристофль», на котором «могла поместиться добрая тысяча человек», захваченный ранее у англичан. Другие крупные корабли, «Святой Георгий» и «Святая Екатерина», принадлежавшие королю, «Святой Юлиан» мастера Николя Ас Куллё из Лёра и «Святой Иоанн» мастера Гильома Лефевра из Арфлёра, были меньше, но всё же могли поднять по 150-200 чел. с полным вооружением. Остальные французские суда были значительно меньше, так, неф «Успение Богоматери», принадлежавший мастеру корабельных дел Жильберу Полену из Руана, вмещал всего лишь 80 моряков и солдат.
Основная масса кастильских и фламандских судов, построенных для плавания в Атлантике, имели высокие борта. Помимо них, союзники располагали примерно четырьмя десятками генуэзских галер, стоявших во второй линии. Численность французского войска, включая нормандцев, пикардийцев и генуэзцев, Фруассар определяет в 40 000 чел., что является таким же преувеличением, как и эпитеты английских хронистов вроде Адама Муримута, назвавшего морские силы противника «мощнейшим и огромнейшим флотом Испании и Франции» (лат. fortitudinem et magnitudinem navium Hispaniae et Franciae). 
Английским флотом командовали адмиралы Роберт Морли и Ричард Фицалан под общим руководством короля Эдуарда III. Французским флотом, состоящим из трёх эскадр, командовали адмиралы Гуго (Юго) Кирье, Николя Бегюше и генуэзец Барбавера (Эгидио Бокканегра) под общим руководством адмирала Кирье.
Французский флот выстроился в 4 линии, первая из которых состояла из наиболее крупных и мощных кораблей, на которых находились генуэзские арбалетчики, причём все суда, за исключением находившихся в тылу, были связаны друг с другом цепями и канатами, образовав, таким образом, четыре гигантские плавучие платформы. 
Английская эскадра построилась в 3 линии, в первой из которых, как и во французской эскадре, находились наиболее крупные корабли, в том числе флагман Эдуарда III неф «Томас», и те из них, на которых находились тяжеловооружённые всадники, окружались по бокам судами с лучниками. В составе английской эскадры находились суда, на которых плыл двор королевы Филиппы Геннегау, одной из фрейлин которой сражение стоило жизни.
Битва началась в субботу 24 июня. Французский командующий решил преградить англичанам путь в бухту Звин, воды которой омывали пристани Брюгге, но английские суда при помощи сложных манёвров смогли развернуться и атаковать французскую эскадру по всему фронту с наветренной стороны, так, чтобы позади них находилось солнце. Вскоре англичанам удалось взять на абордаж «Кристофль» и, выбросив за борт его генуэзскую команду, расположить на нём своих лучников. 
Битва продолжалась весь день и закончилась полным поражением французов — ввиду большей маневренности и подвижности английских кораблей. Также сыграла свою роль скорострельность английских лучников, выгодно отличавшая их от вражеских стрелков, вооружённых, главным образом, арбалетами, и камнеметателей, оснащённых пращами. Потери французов составили, по различным данным, от 16 000 до 18 000 человек, захвачено было 190 французских кораблей, и лишь находившейся в тылу и не связанной цепями эскадре из 24 судов удалось под покровом ночи скрыться. 
Но победа дорого обошлась англичанам, понёсшим ощутимые потери, при защите нефа «Томас» тяжело ранен был сам король Эдуард. По свидетельству Фруассара, командующий французским флотом адмирал Кирье был обезглавлен, Бегюше взят в плен и повешен на мачте, а Барбавера убит и выброшен со своего корабля в море.

«Ещё три дня после битвы, — сообщает в своей хронике настоятель аббатства в Мо Томас Бёртон, — казалось, что крови в Звине было больше, чем воды. И столько было мертвых и утонувших французов и нормандцев, что в насмешку говорили: если бы Господь дал рыбам дар речи после того, как они полакомились таким количеством мертвецов, то они смогли бы бегло разговаривать по-французски».
По утверждению других английских хронистов, в частности, Ранульфа Хигдена, Томаса Уолсингема и Джона Капгрейва, победу англичанам обеспечила Божественная поддержка, в силу чего король Эдуард, сообщив о ней в июле 1340 года всем епископам Англии, попросил их отслужить по этому поводу торжественные мессы.

## Итоги
В результате Слёйсского морского сражения англичане обеспечили себе полное превосходство на море, одновременно лишив французов возможности высадить десант на территории Англии. А король Эдуард III, сойдя после этой славной победы на берег во Фландрии, по праву принял там титул короля Франции.